# ヒカリ美術館
ヒカリ美術館（ひかりびじゅつかん）は、京都府京丹後市網野町浜詰にある「火」と「光」をテーマとする私設の現代美術館。2010年（平成22年）5月、丹後地方で最初に開館した美術館であり、2015年（平成27年）11月にこころの森美術館（網野町）が、2017年（平成29年）6月に森の中の家 安野光雅館（久美浜町）が開館するまでは、唯一の美術館だった。ギャラリーとともに、ショップを併設する。
民間主導で地域の環境問題に取り組み、アートの分野から京丹後市地域の活性化を図る、様々なプロジェクトを推進する拠点のひとつでもある。

## 概要
地域を1枚の巨大なキャンバスととらえ、アートによる地域の観光や産業の活性化を図り、丹後のアート・ディレクターとして活動してきた池田修造が、地域アートの推進拠点として自宅アトリエを改装して開館した美術館。雄大な自然と美術作品を一体の芸術とみなし、「丹後は美術館」をテーマに掲げた様々な地域観光振興プロジェクトを推進する拠点となっている。
当地は夕日が美しい景勝地の浜詰海岸（別名：夕日ヶ浦海岸）に近く、夕刻には赤く染まる土地の全景を眺望できることから、「火」と「光」をテーマに、土を焼くクレイワークや、光を意識した絵画や立体的な作品、海岸漂着物を再生した作品などを展示する。

## 建物とコンセプト

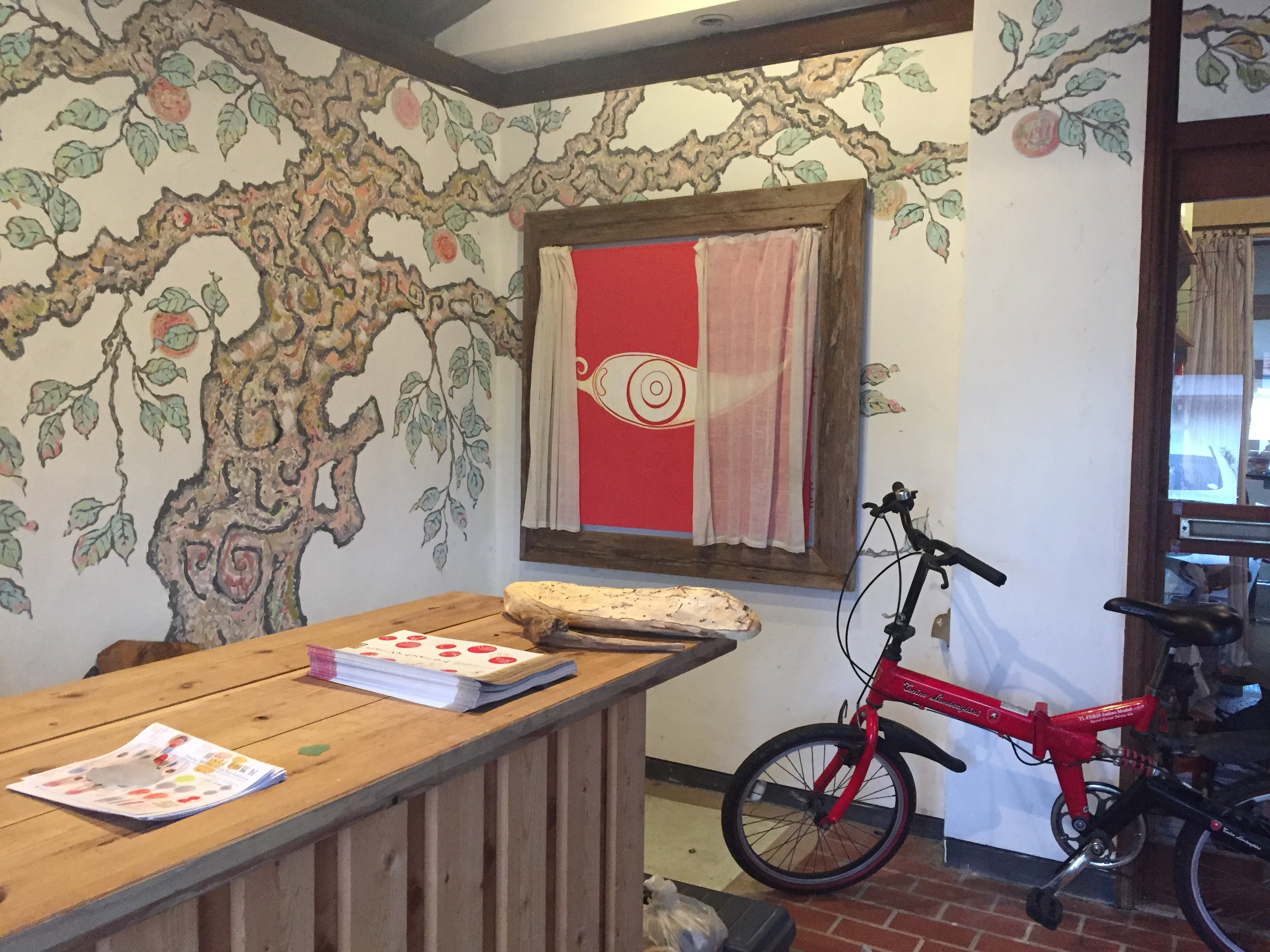
HIKARI BIJYUTUKAN entrance

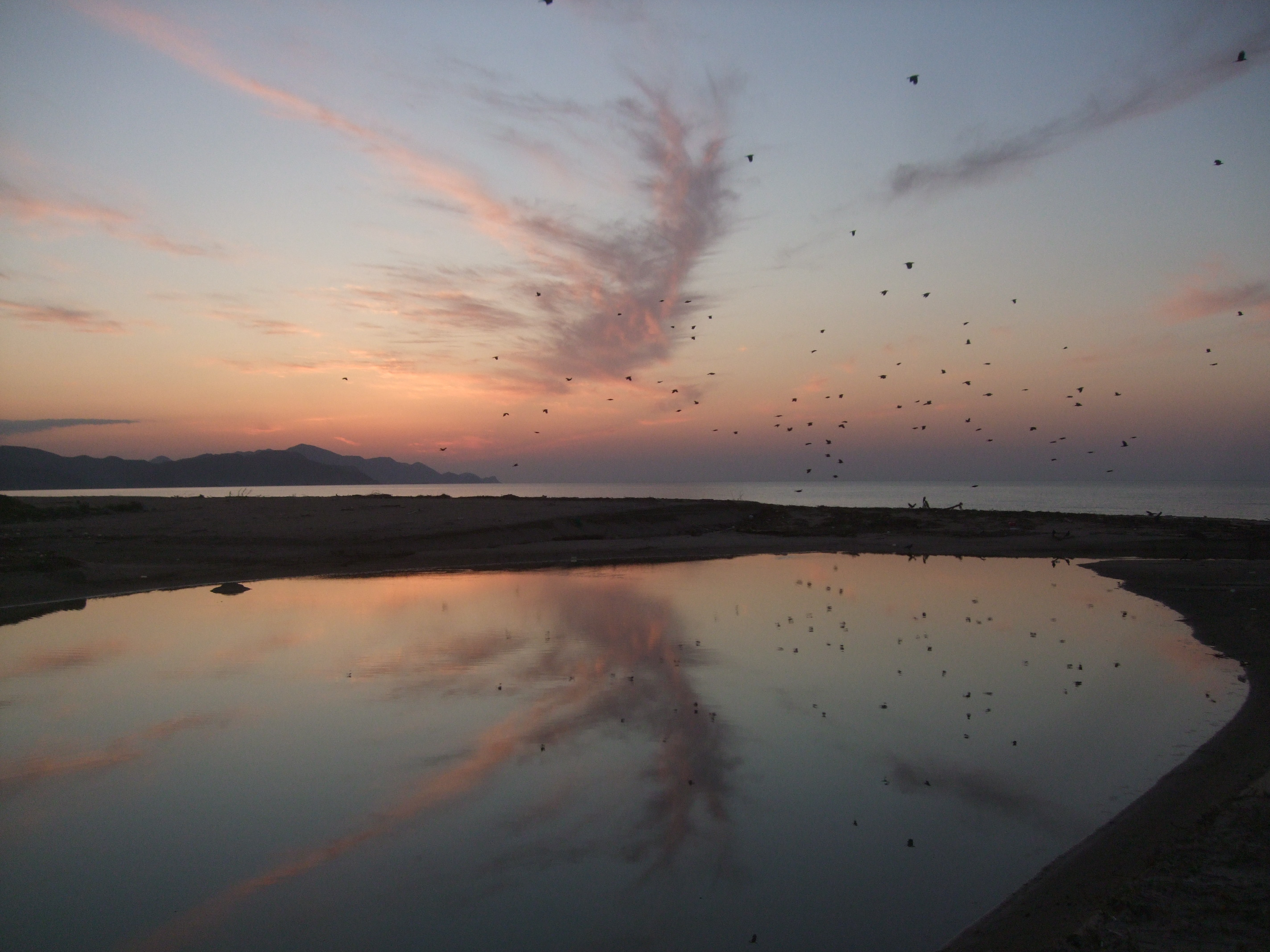
浜詰海岸の夕日

夕方には沈みゆく太陽に照らされた家々の窓が赤く輝き、別名を「夕日ヶ浦海岸」とも称される浜詰海岸は、「日本の夕陽百選」に選ばれる景勝地である。その海岸線を含めて、屋上からはほぼ360度を眺望できる丘の上に建つ。
建物は、約10坪の土地に建設された鉄筋コンクリート製の2階建てで、壁は内外ともにコンクリートを打ちっぱなしとなっている。ギャラリーとなっている2階は、日本海に面して大きなガラス窓を配し、移ろいゆく自然の光がふんだんに入り込み、作品を彩る構造になっており、池田修造のアクリル絵の具による絵画や立体造形などが展示されている。
池田修造によれば、美術館のテーマである「火」には産業革命以前の原始的なエネルギー社会、「光」には産業革命以後のテクノロジー社会のエネルギーの意が投影されている。丹後の「丹」には、丹色（朱色）という意味もあり、「白」は明るくなる前の最初の光をイメージさせることから、美術館には白地をベースに赤を配した作品が多い。その象徴的な作品として、ヒカリ美術館の1階玄関には、白い壁一面に枝を広げた古木が赤い実をつけた壁画「日の木」が描かれ、朱色に白を抜いた代表作のひとつ「メ」が、木の芽と眼をかけてともに飾られている。その他の常設展示作品のモチーフでは、炎や雲が多く用いられている。
美術館の主要なコンセプトである太陽の「光」は、ほんのわずかな変化で地球上に様々な影響をもたらす。その光を浴びるのは丹後地方だけではなく、日本海を挟んで対岸の韓国や中国大陸もともにであり、その光を浴びた地域の様々な事象の連鎖が現在の丹後の風景を作り上げ、そこに住まう人々の営みの時を超えたつみ重ねによって文化が生まれ育ってきたと分析する。等身大の美を追求する池田修造の「1/1（いちぶんのいち）」論は、「大地は器」という言葉に集約され、場（地域）と文化（芸術）の融合をはかり、地球環境に思いを馳せつつ、日々の暮らしの風景のなかで芸術に触れることをめざす、ヒカリ美術館の重要なコンセプトとなっている。
自身を含む様々なアーティストの作品を展示するとともに、様々なイベントの拠点として多様な人々が集う場となることを期待し、無料開放されている。

## アーティスト

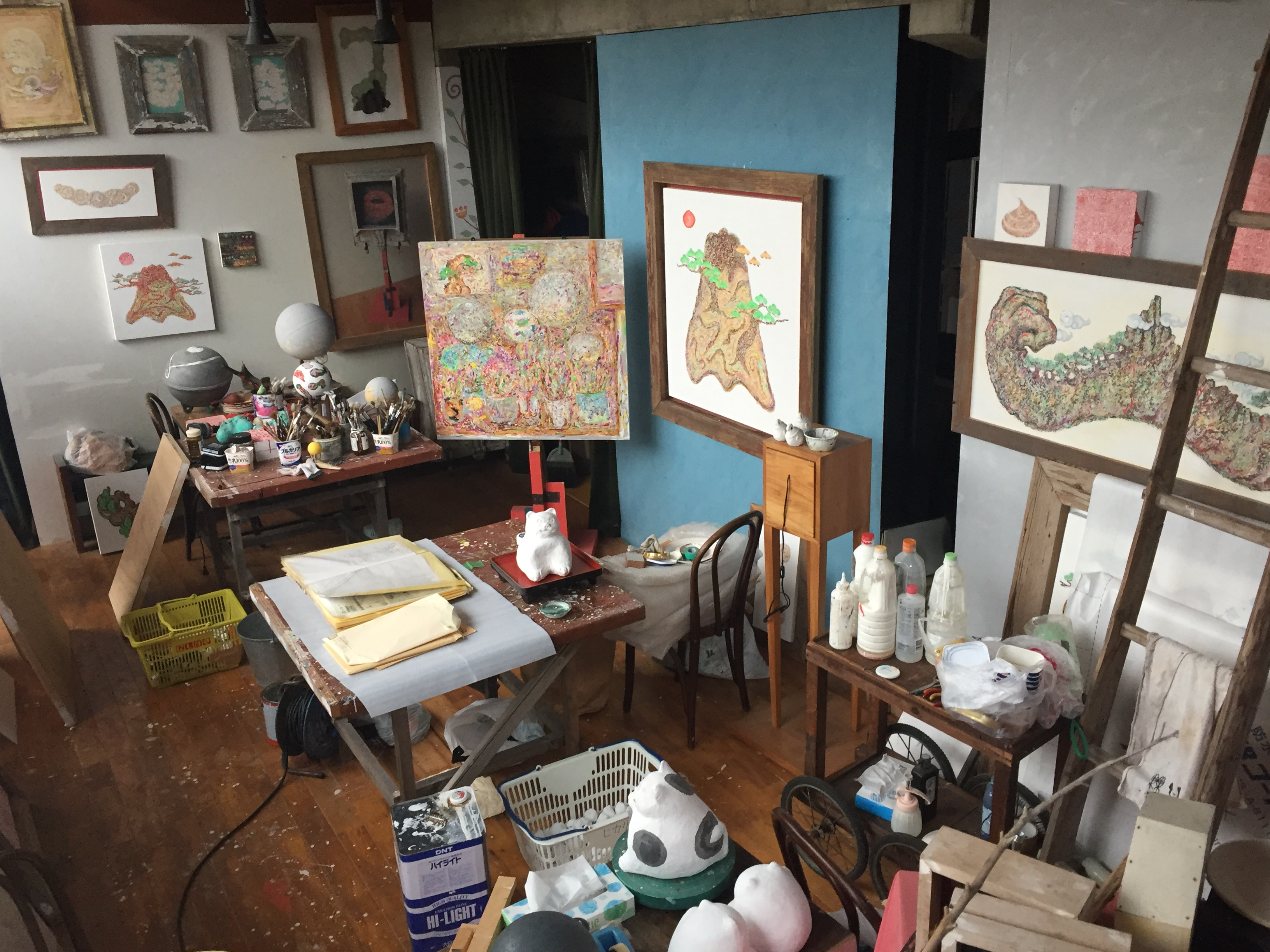
池田修造のアトリエ（2019年）

### 池田修造
• 略歴・評価
いけだ しゅうぞう。1953年（昭和28年）、京都府京丹後市網野町生まれ。大阪芸術大学美術科卒業。1981年（昭和56年）、第1回吉原治良賞美術コンクール展にて「PAINT PAINTINGⅡ」で佳作を受賞。1982年（昭和57年）、アート・ナウ'82展に出展した「モット ニホン テキニ」を兵庫県立近代美術館学芸員（当時）中島徳博に評価され、中島との対話のなかで、ありとあらゆるものが「存在することそのものが表現」であるととらえ、風景を描くにはその風景と同じだけの空間が必要だと想定する「1/1（いちぶんのいち）」の考え方を明らかにする。風土やその土地の歴史がアートによって再認識されることが、新たな魅力として未来につながると考え、地域を活性化するプロジェクトに携わることをライフワークのひとつとしている。2007年（平成19年）、舞鶴赤れんが倉庫群にて京都を代表する現代美術作家ヨシダミノルと「ヒカリノカタチ」展を共同制作。1996年（平成8年）、峰山球場沿いの町道にある扇谷遺跡の擁護壁に屋外ミュージアム「天女のシズク」を制作する。2008年（平成20年）「舞鶴メディアアートプロジェクト2008/竜宮への時間」など、企画プロデュース多数。峰山町を中心に展開するねこプロジェクトのワークショップ絵付け狛猫の原作者である。
 • 作風
ミクストメディアを基本とした地域アートを手掛ける。アクリル絵の具を主な画材とし、白を基調にした色彩作品を多く制作する。天と地、男と女など、対極にあるものを融合させたような具象とも抽象ともとれる画風を追求する。

### 東村幸子
• 略歴・評価
ひがしむら さちこ。1949年（昭和24年）京都府生まれ、大学卒業後、京都アート・コア版画工房で銅版画を学んだ。1977年（昭和52年）7月26日-31日にかけて開催された京都アート・コア新人展に、野菜や果物を直接焼きつける銅版画技法による「プランツ・シリーズ」を発表、繊細な感性を高く評価された。1979年（昭和54年）、京都市主催、京都市美術館開催の京展にてNHK京都放送局長賞受賞。
1982年から京都銅版画協会に所属。1980年代を中心に「京都銅版画協会展」、「京都アンデパンダン展」等に毎年出品するほか京都や大阪のギャラリーで個展を開催する。2006年銅版画の歩みをふりかえり市民のための制作の在り方を示唆した「京都銅版画展-銅版画とその教室の軌跡、展望-」に出品した。
同館が開催する多種多様なワークショップには、東村が考案、講師を務めるものも多く、「さっちゃん先生」と親しまれている。
 • 作風
技法は、エッチングを主に用いる。植物をモチーフとした作品が多く、2011年（平成23年）には個展「東村幸子 草・花」展をヒカリ美術館で開催した。ヒカリ美術館では作陶を行いながら、畑で植物を育てる。畑仕事のなかで、草花の根絶し難いたくましさを民衆による政治活動「草の根運動」に喩え、粘り強い草花のエネルギーを抱き、自ら育てた草木や野菜から、その柔軟な強かさを感じながら描くことを希求する。

## ギャラリー
ワークショップ会場ともなる2階ギャラリーをおもな展示室としているほか、1階のショップの壁に東村の作品を展示する。そのほか、屋上もギャラリーとして使用されることがあり、池田は「建物自体がギャラリーのようなもの」と語っている。

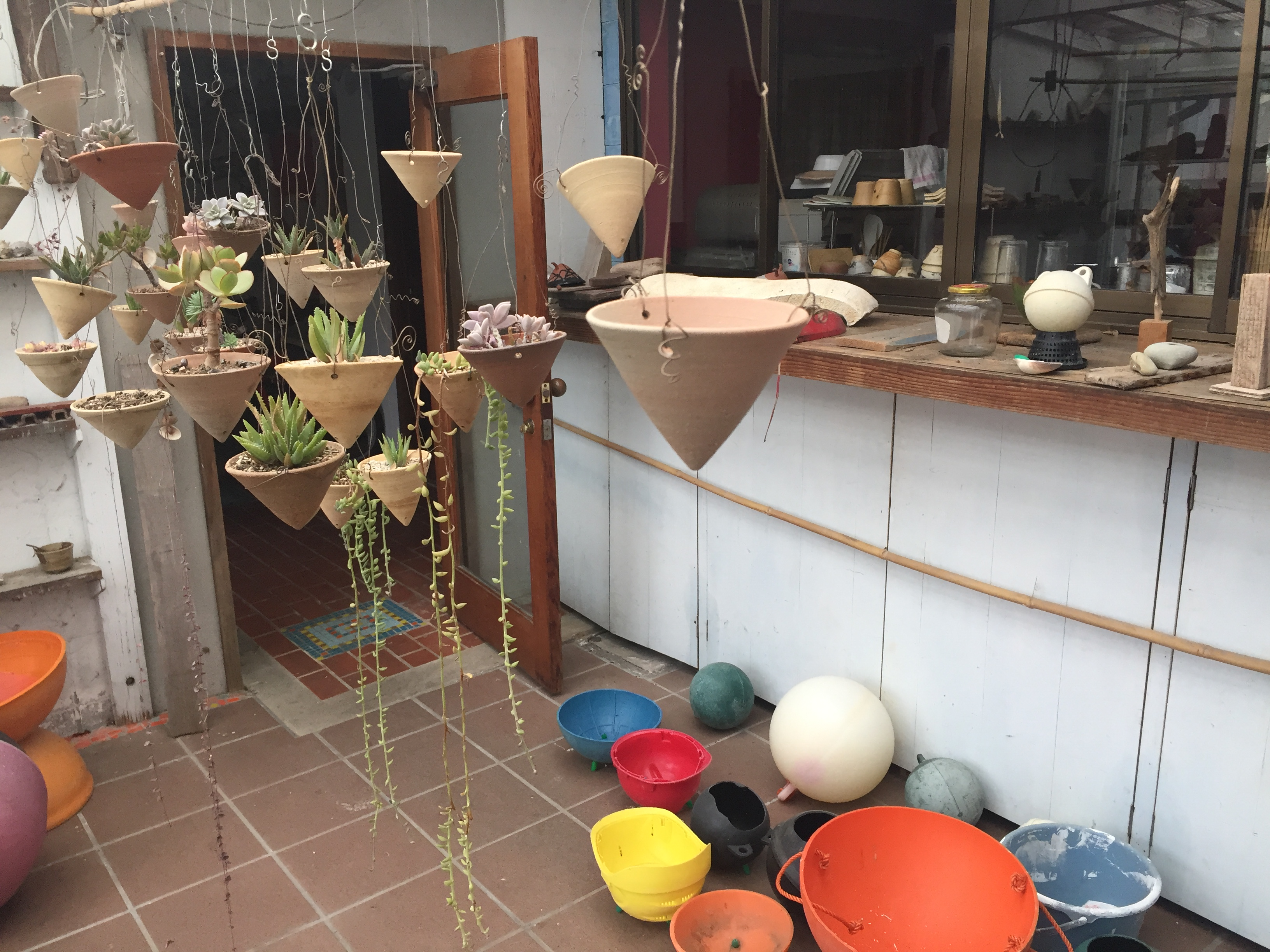
1階サンルーム 2019.2.11
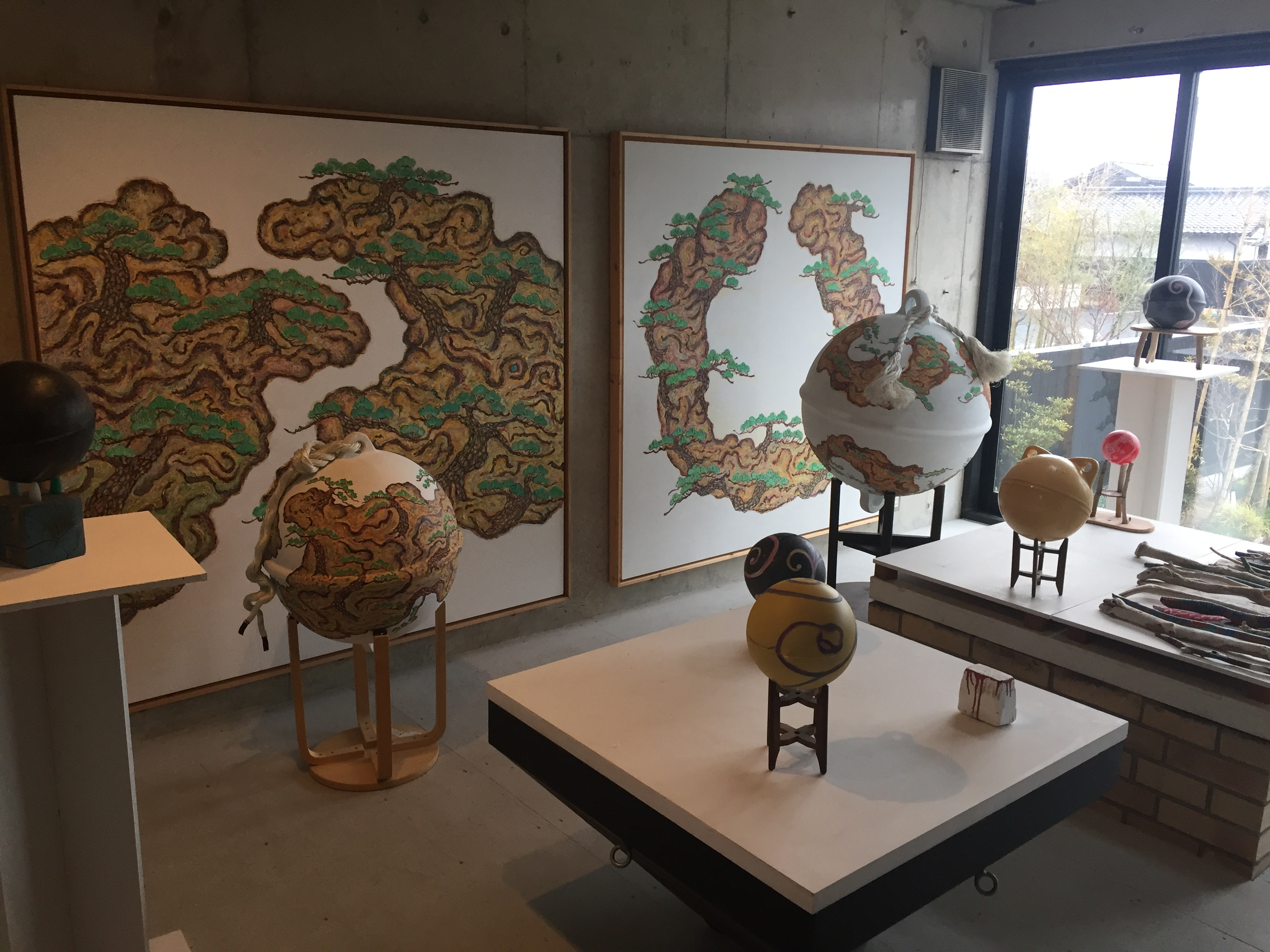
2階ギャラリー（池田修造作品）2019.2.11
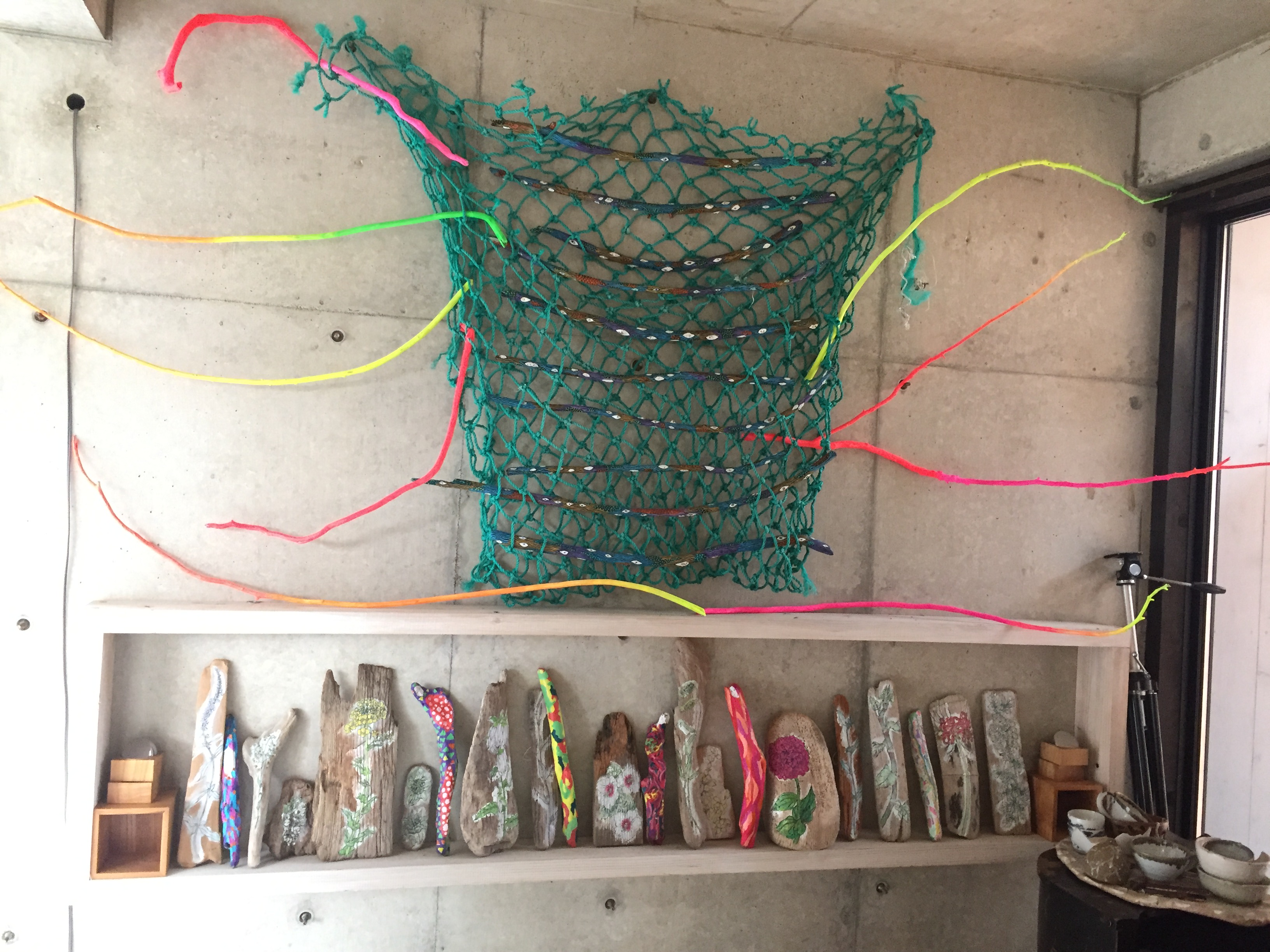
2階ギャラリー（東村幸子作品）2019.2.11
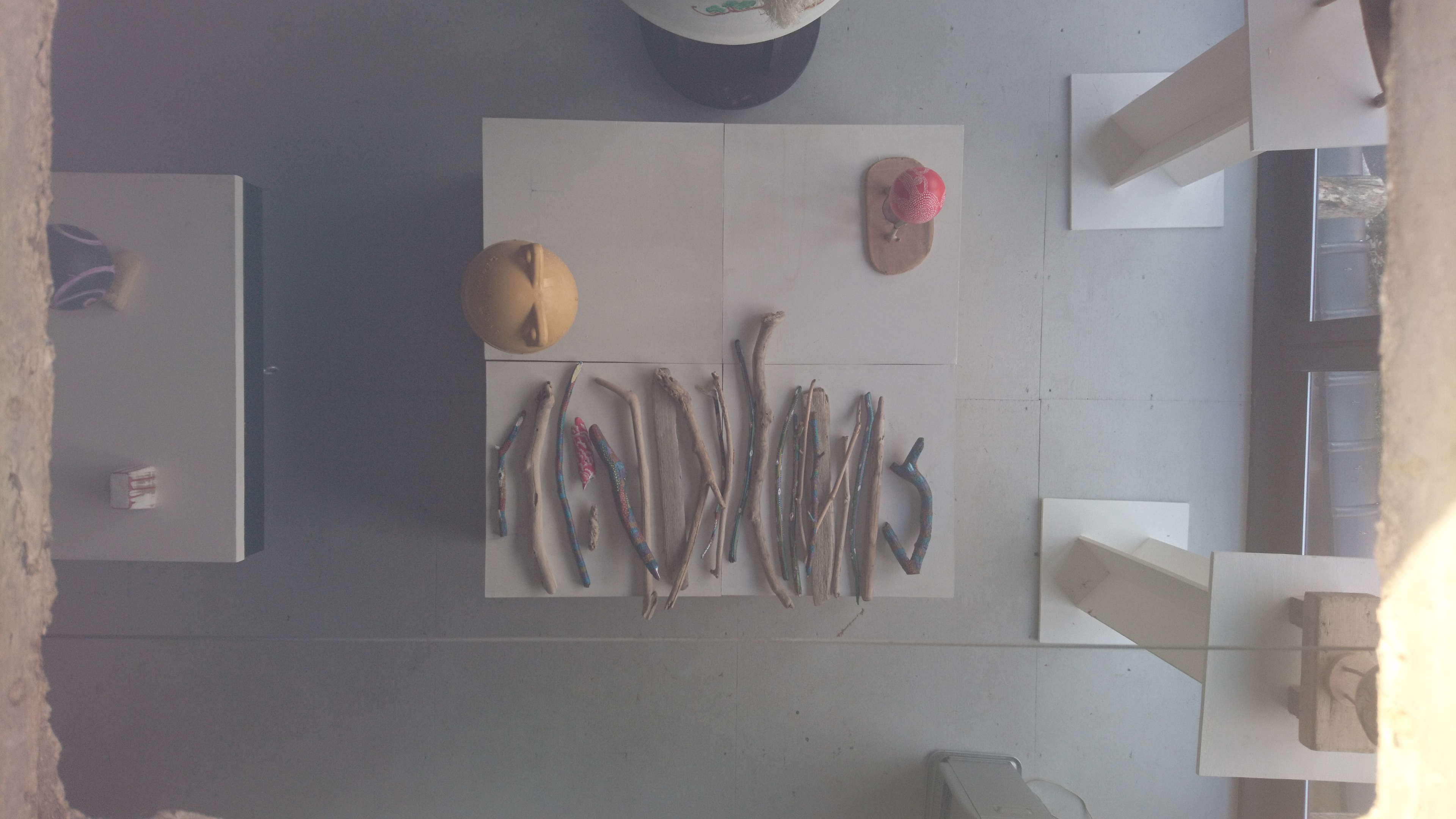
屋上明り取り窓からのぞく２階ギャラリー
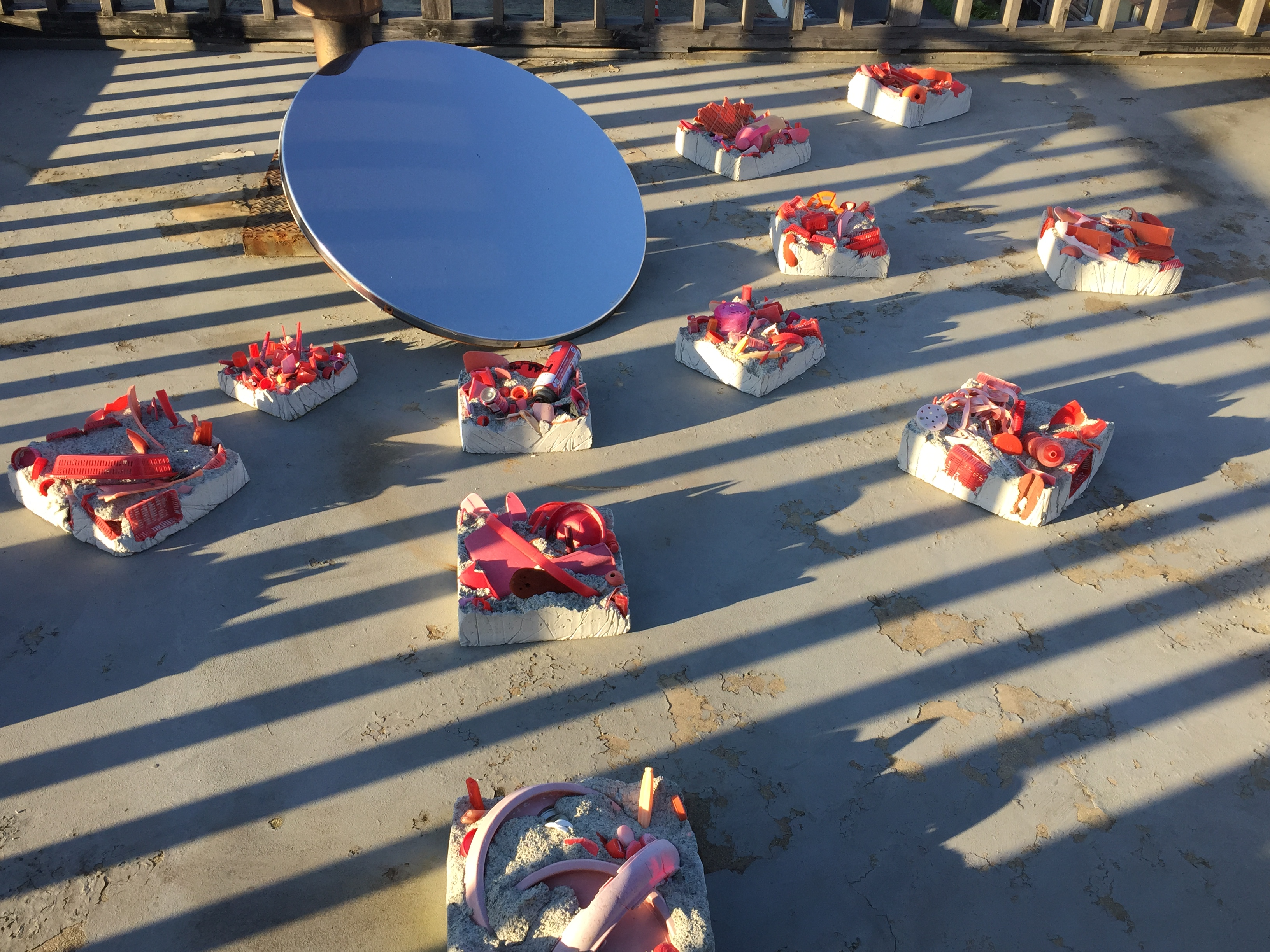
かつて屋上に設置されていた作品「丹華」[注 1]
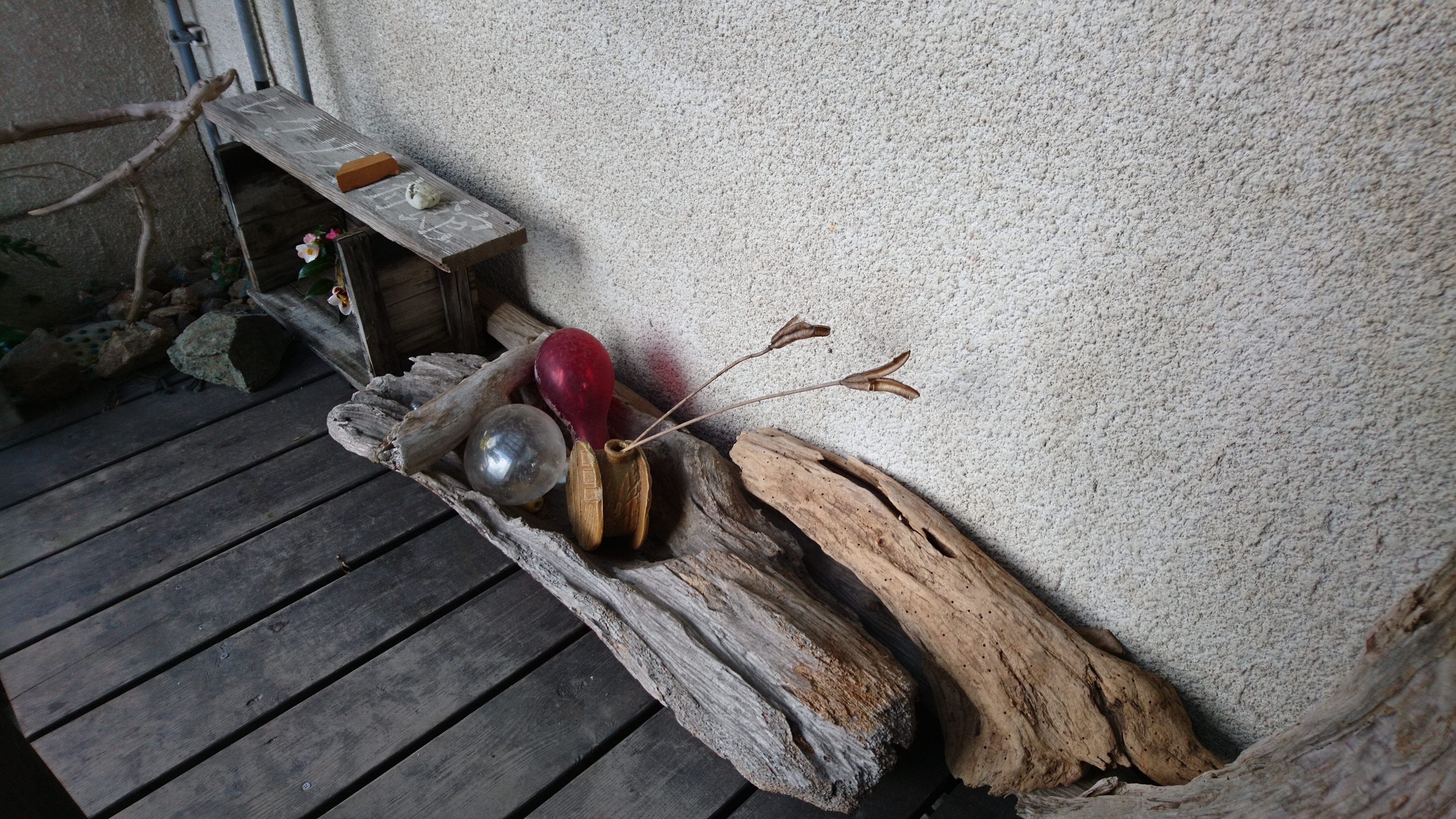
屋外のオブジェ
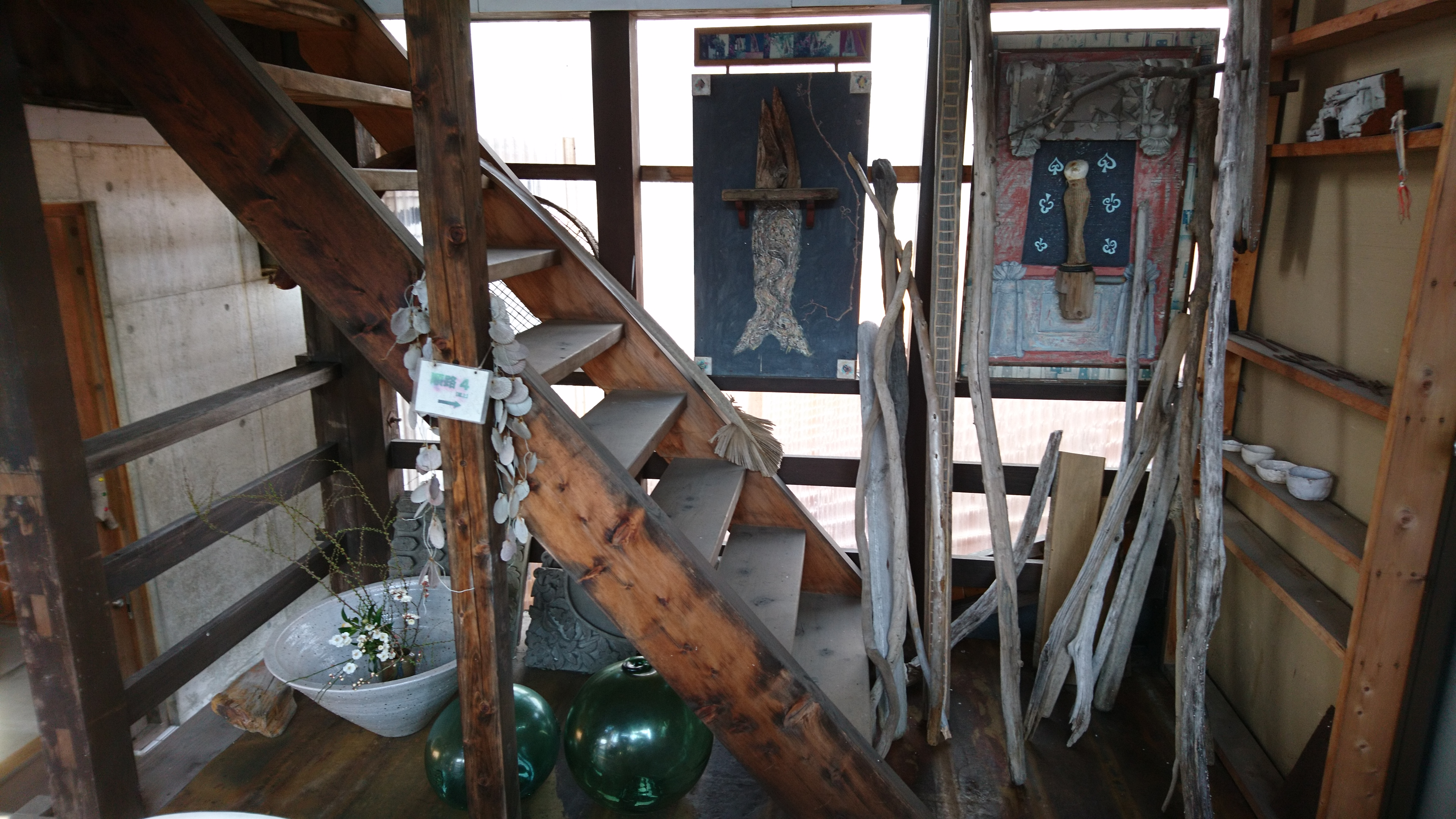
踊り場のギャラリー

## 開催企画・作品展

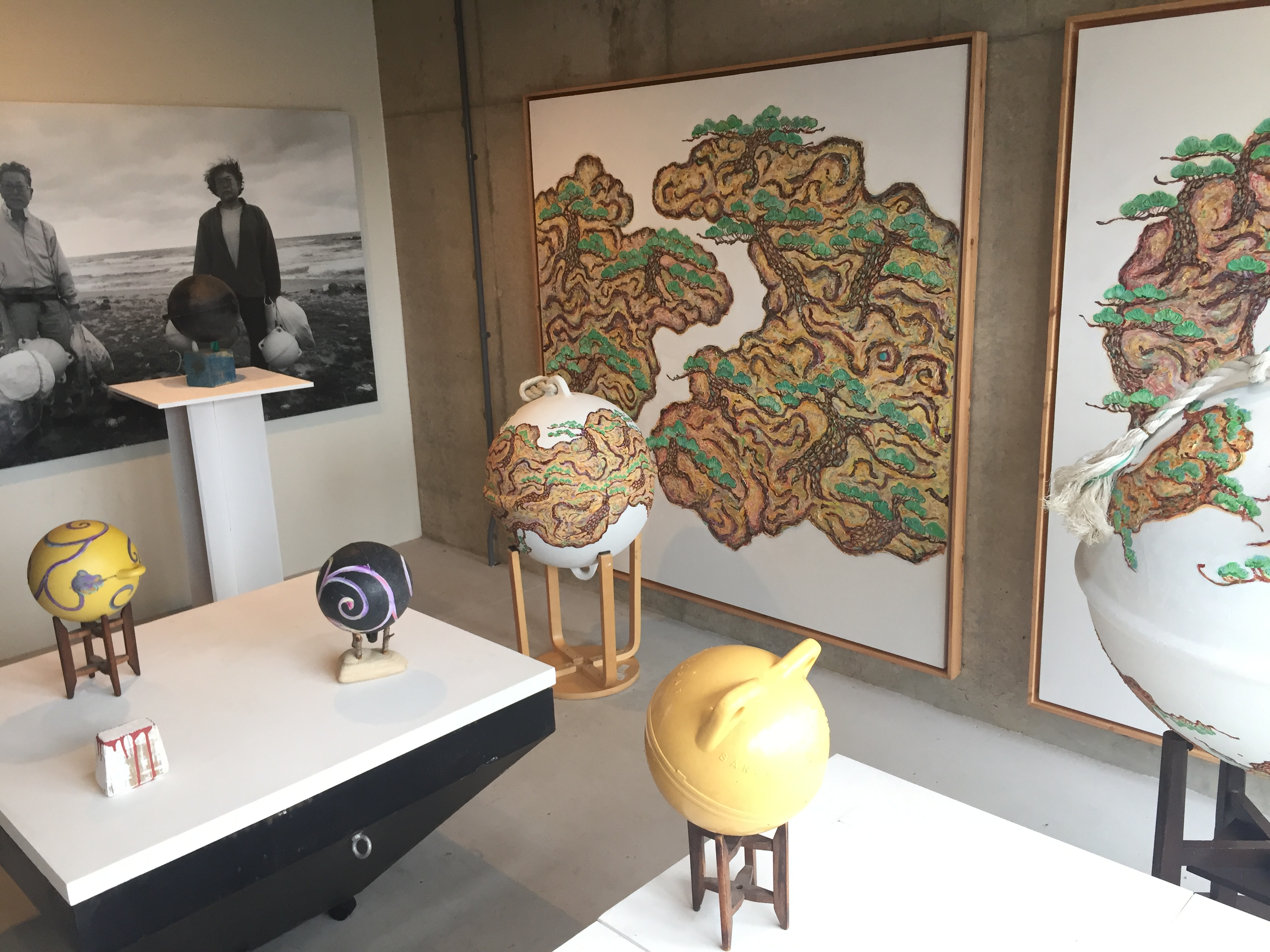
HIKARI BIJYUTUKAN gallery 2019.2.11

- 2010年（平成22年）10月1日 - 10月31日「韓国陶芸作家作品」展 ……2010日韓間人展in中浜で、アーティスト・イン・レジデンスで韓国から来日した陶芸作家3人が制作し、京丹後市丹後町中浜地区に寄贈したもの[24]。
- 2010年（平成22年）12月9日 - 1月30日「ヒカリのあかり」展[24]
- 2011年（平成23年）5月10日 - 6月10日「美術館がピンホールカメラ」……美術館2階ギャラリー全体を暗幕で覆い、窓2カ所だけに空けた穴から光を取り込みピンホールカメラとした展示[24]。
- 2011年（平成23年）7月1日 - 8月31日「納涼蚊遣り器」展[25]
- 2011年12月9日 - 2012年1月31日「ヒカリのあかり」展[24]
- 2012年（平成24年）3月1日 - 4月30日 東村幸子銅版画「草・花」展[24][注 2]
- 2012年（平成24年）5月4日 アート・レストラン……「大地は器」をテーマに、火を使い、丹後の食材で調理した料理を1日のみ提供するレストランを開店した[24]。
- 2015年（平成27年）1月10日 - 2月10日 「カイガイノショウメイ2015」展（酒器展を併設）[26]
- 2014年（平成26年）1月10日 - 2月10日 身体と装飾2014「金彩光沢展」[24][27]
- 2015年（平成27年）9月20日 - 10月12日「第1回丹後派展」[注 3][28]
- 2015年（平成27年）9月28日 - 10月12日 ミニ盆栽展[注 4]
- 2016年（平成28年）5月28日 - 6月5日 沖佐々木範幸[注 5]個展「流木まめ仏像展」[29]
- 2019年（令和元年）9月6・7・8日「京丹後こまねこまつり銅版画展」を企画し、京都銅版画協会の協会員21名、約60点の作品の協力で開催した[30]。
- 2022年（令和4年）2月13日 - 3月13日 「環境と観光のアートプロジェクト 三橋玄 竹アート 久美浜の龍 天と地をつなぐ」を企画する。京丹後市久美浜町の豪商稲葉本家中庭で三橋玄が久美浜町に伝わる竜伝説をテーマに地元の真竹を使った作品「龍」を現地で制作し、展示。2月13日にオープニングイベントとして鈴木昭男、宮北裕美、山崎昭典のパフォーマンスが行われた[31]。
- 2022年（令和4年）9月17・18・19日「こまねこまつり」が金刀比羅神社を中心に行われ、神社近くの田中家具ギャラリーで「大丹後ネコ派てん」を企画し、ネコ好きの人たちがそれぞれの思いで絵画や立体で表現した作品、26点を出展した[32]。ネコを表現した折り紙作品、丹後ちりめんの産地にちなんで着物姿の猫を流木にアクリル絵具で描いた作品などが並んだ[27]。
- 2023年（令和5年）9月16〜18日、こまねこまつり関連企画として、人とネコの関係を考える「大丹後ネコ派てん」を峰山町内の田中家具ギャラリーで開催[33]。
- 2023年（令和5年）11月19日〜26日、「大地は器　土と絵と音と」と題し、大宮ふれあい工房で5人のアーティストの共同企画を開催[34][35]。
- 2024年（令和6年）7月7日〜8月25日、森建一郎写真展「私の美しいモノ」を網野町のふく松喫茶での展示を協賛[36]。

## ワークショップ

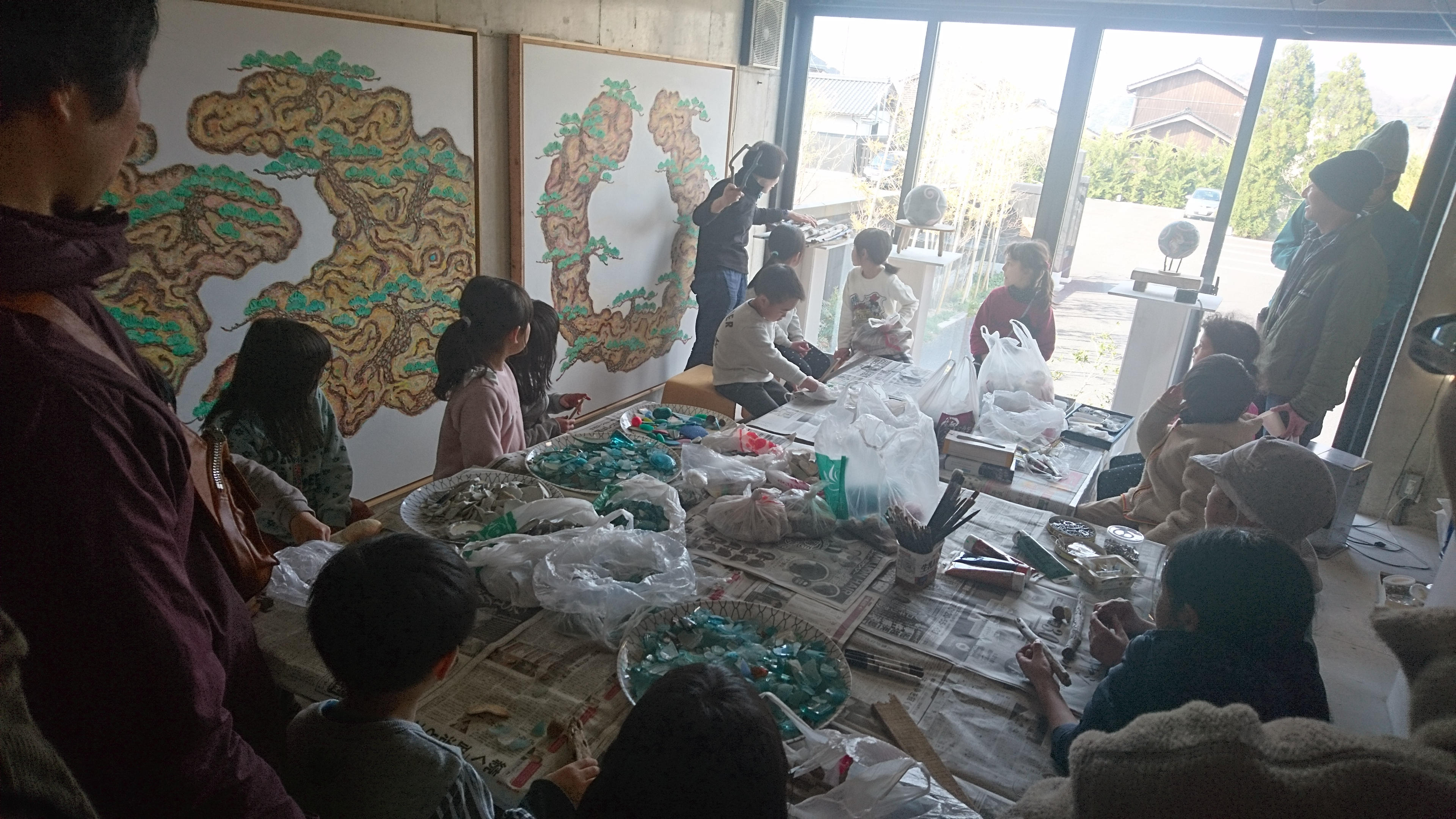
漂着物ワークショップ

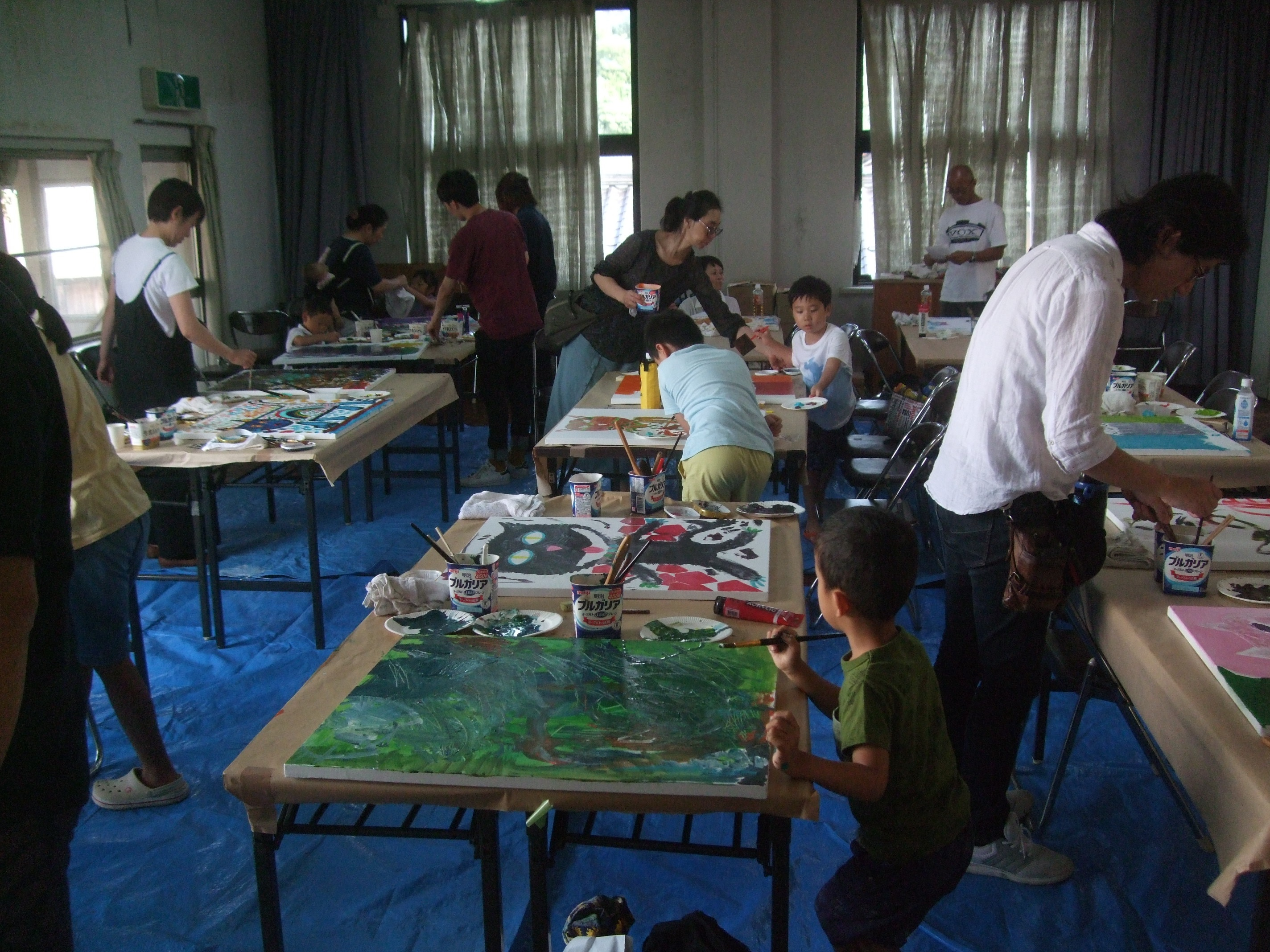
伝統文化親子教室

京丹後龍宮プロジェクト「里の玉手箱」体験プログラムで、春から秋にかけて様々なワークショップを開催する（下記）。京丹後龍宮プロジェクトは、美しく豊かな自然と、そこに住む人々との交流によって「京丹後を訪れる人々に癒しと感動を提供したい」と、2014年（平成26年）に結成された。ロゴデザインは、当美術館の池田修造。
おもな体験プランに、「漂着物でアクセサリーやオブジェを作る」や「丹後ちりめんの守り猫とされる陶器猫の絵付け」がある。
2019年（平成31年）3月24日には、国際博物会議（ICOM）京都大会プレイベントとして京都府が主催するミュージアムフォーラムに関わり、海岸を散策して作品制作に使用する漂着物を探し、アクセサリーやオブジェを制作するワークショップが開催された。同年8月25日に丹後ちりめんの文化にまつわる親子ワークショップを開催。参加者は狛猫を題材にキャンバスに絵を描いた。同年11月9日に宮津市の旧上宮津小学校で、教室をアトリエにしてアートを楽しむ「学校ミュージアム」に牛乳パックで「光の箱」を作るワークショップをした。
2020年（令和2年）9月27日と10月4日に地域の古代史研究家より地区名である「橘」の由来を聞き、「タジマモリとトキジクノカグノコノミ」と題して、親子でキャンバスに絵を描き、10月5〜11日に展覧会をした。
2021年（令和3年）10月23・24日に「浦島太郎と龍宮」と題して、浅茂川区民会館において、網野町に伝わる浦島伝説を古代史研究家から聞き、親子でキャンバスに絵を描き、11月6日〜8日に展覧会をした。
このほか、京丹後市弥栄町在住のツアーコンダクター芦田久美子が提唱した「mixひとびとtango」通称「ミクタン」において、開館年である2010年以来毎年参加し、様々なワークショップを開講した。

## プロデュース
（詳細は大地は器を参照）

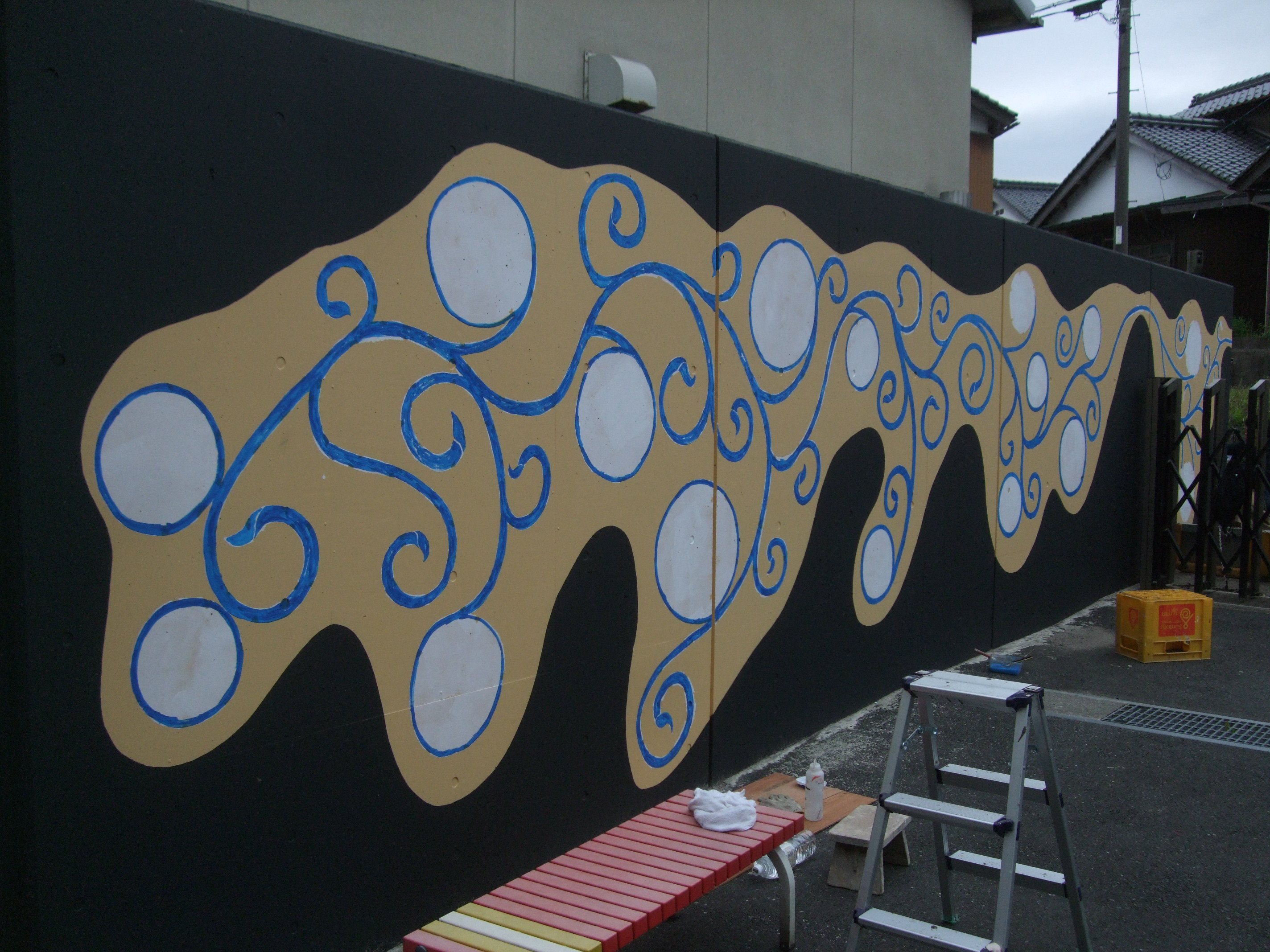
日進製作所の壁画制作2019年

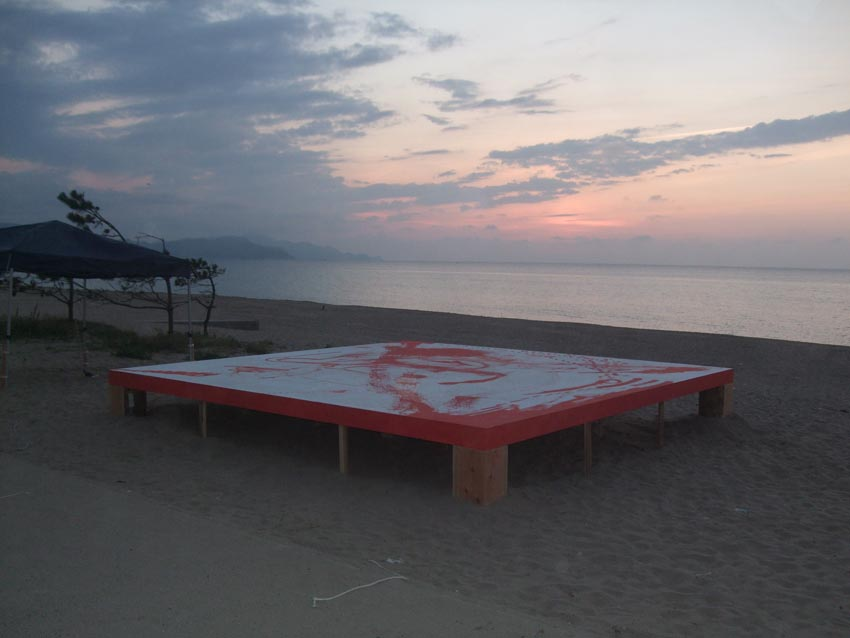
丹後建国1300年 茜色の祭典

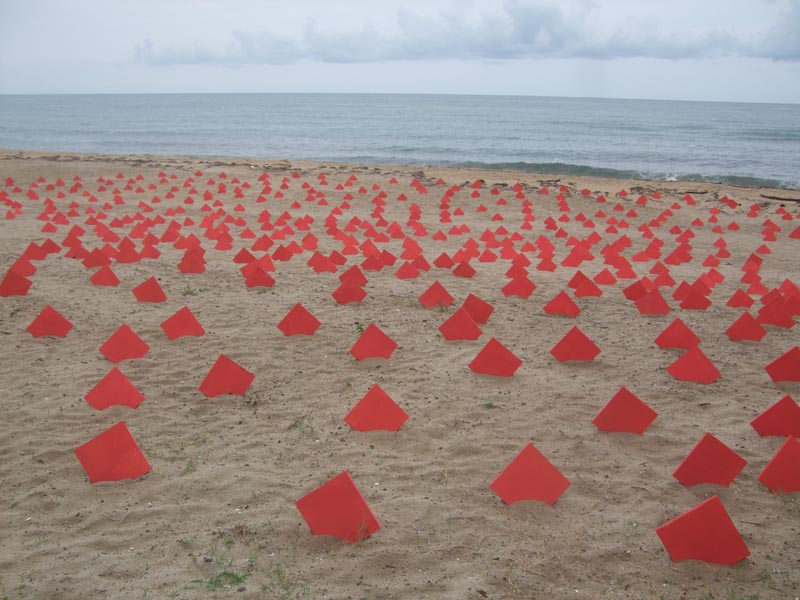
丹後建国1300年 茜色の祭典

「大地は器」をテーマに、ワールドワイドな芸術表現を求め、芸術による地域活性化を図るプロジェクトを立案、推進している。
2010年（平成22年）には、京丹後市観光芸術推進倶楽部を発足、京丹後市丹後町中浜地区一帯を会場に「日韓間人展2010 in 中浜」を企画した。2013年（平成25年）には、茜色の祭典実行委員会として「茜色の祭典」を企画。2015年（平成27年）には「文化と自然とまちづくり」実行委員会を組織し、京丹後市網野町と久美浜町でアートイベント「大地は器2015」を主催。2017年（平成29年）9月23日、「器」と「食」のアートコラボレーション - 丹後王国と題し、他の陶芸家が大地への思いを込めて焼きあげた特製の陶器で、料理人が丹精込めた特別コース料理を提供する道の駅丹後王国「食のみやこ」の企画をプロデュース。
このほか、2016年（平成28年）以降は「丹後アート会議」主催として、京丹後市峰山町内の空き家を活用した展覧会やワークショップを企画している。
2019年5月19日、「日進wall art project」で日進製作所西裏門コンクリート壁に壁画を公開制作した。地域活動への支援を進める日進製作所と、狛猫によるまちづくりに取り組んでいるこまねこまつり実行委員会のコラボレーションによるもので、企画・デザインは池田修造。壁画の唐草模様はメソポタミアやエジプトからシルクロードを通じて日本に伝わり、途切れることなく繋がり、伸び、生命力が強く、繁栄や長寿などの意味がある。白い果実の部分には丹後にちなんだ絵を町の人たちに描き入れてもらった。

## 利用案内
- 入館料無料。入館時間は9時00分から18時00分で、火曜水曜は休館。[1][注 7]
- ワークショップ体験は、3月から10月のみ実施。9時00分から17時00分で、所要時間は30分から。1回の参加人数は10人まで。指導料は無料。指導者兼ガイドは、池田修造または東村幸子。[4]

## 現地情報

### 所在地
〒629-3245 京都府京丹後市網野町浜詰677-19

### 交通アクセス
- 丹海バス  バス停「外湯花ゆうみ」から徒歩7分[63]
- 京都丹後鉄道 夕日ヶ浦木津温泉駅から徒歩20分[1]